# 侯震
侯震（1976年7月25日—），北京人。是侯宝林长子侯耀中的儿子，侯家第三代中唯一一位以相声为职业的。

## 經歷
- 2006年加入北京德云社。
- 2018年 7月 8日 赴日本东京参加“德云社全球巡演东京站”演出。[3]

## 演出相關

#### 電影
| 上映年份 | 片名         | 角色   | 備註 |
| 2012年   | 《车在囧途》 | 郭立言 |      |

#### 電視劇
| 首播年份 | 片名           | 角色   | 備註 |
| 2008年   | 《知縣葉光明》 | 闪大海 |      |

#### 網路劇
| 首播年份 | 播出平台 | 片名         | 角色 | 備註 |
| 2017年   | 搜狐視頻 | 《林子大了》 | 律師 |      |

## 外部連結
- 侯震的新浪微博

| 从师   | 辈分   | 收徒 |
| 石富寬 | 第八代 | —    |